# Sibel Alaş
Sibel Alaş (født 1975 i İstanbul, Tyrkiet) er en tyrkisk pop og elektronisk musik sangerinde.

## Diskografi

### Album
- Fem (1996)
- Çocuk (1998)
- Carpe Diem (2006)
- Sibel Alaş, Koleksiyon serisi (2006)
- Carpe Diem [Limited Edition] 3 CD (2006)
- Herkes Gibisin (2014)

### Hit sange
- "Adam" (1995)
- "Firarım Ben" (1996)
- "Bin Yıldız" (1996)
- "Çok Ayıp" (1998)